# Priljepnjaci
Priljepnjaci (Gobiesociformes) su red riba zrakoperki iz nadreda pravih koštunjača (Teleostei). To su su sitne ribe koje su se prilagodile životu po šljunkovitim obalnim plićacima ispod pokretljivih kamenih oblutaka, u čiju svrhu im se razvio priljepak od preobraženih trbušnih i prsnih peraja nalik lepezama prilagođenim prianjanju uz različite podmorske predmete.

## Rodovi i vrste
Red obuhvaća Porodicu Gobiesocidae sa 161 vrstom unutar 47 rodova.
1. Acyrtops amplicirrus Briggs, 1955
2. Acyrtops beryllinus (Hildebrand & Ginsburg, 1927)
3. Acyrtus artius Briggs, 1955
4. Acyrtus pauciradiatus Sampaio, de Anchieta, Nunes & Mendes, 2004
5. Acyrtus rubiginosus (Poey, 1868)
6. Alabes bathys Hutchins, 2006
7. Alabes brevis Springer & Fraser, 1976
8. Alabes dorsalis (Richardson, 1845)
9. Alabes elongata Hutchins & Morrison, 2004
10. Alabes gibbosa Hutchins & Morrison, 2004
11. Alabes hoesei Springer & Fraser, 1976
12. Alabes obtusirostris Hutchins & Morrison, 2004
13. Alabes occidentalis Hutchins & Morrison, 2004
14. Alabes parvula (McCulloch, 1909)
15. Alabes scotti Hutchins & Morrison, 2004
16. Alabes springeri Hutchins, 2006
17. Apletodon bacescui (Murgoci, 1940)
18. Apletodon barbatus Fricke, Wirtz & Brito, 2010
19. Apletodon dentatus (Facciolà, 1887)
20. Apletodon incognitus Hofrichter & Patzner, 1997
21. Apletodon pellegrini (Chabanaud, 1925)
22. Apletodon wirtzi Fricke, 2007
23. Arcos decoris Briggs, 1969
24. Arcos erythrops (Jordan & Gilbert, 1882)
25. Arcos macrophthalmus (Günther, 1861)
26. Arcos nudus (Linnaeus, 1758)
27. Arcos poecilophthalmos (Jenyns, 1842)
28. Arcos rhodospilus (Günther, 1864)
29. Aspasma minima 	(Döderlein, 1887)
30. Aspasmichthys alorensis Allen & Erdmann, 2012
31. Aspasmichthys ciconiae (Jordan & Fowler, 1902)
32. Aspasmodes briggsi Smith, 1957
33. Aspasmogaster costata (Ogilby, 1885)
34. Aspasmogaster liorhyncha Briggs, 1955
35. Aspasmogaster occidentalis Hutchins, 1984
36. Aspasmogaster tasmaniensis (Günther, 1861)
37. Briggsia hastingsi Craig & Randall, 2009
38. Chorisochismus dentex (Pallas, 1769)
39. Cochleoceps bassensis Hutchins, 1983
40. Cochleoceps bicolor Hutchins, 1991
41. Cochleoceps orientalis Hutchins, 1991
42. Cochleoceps spatula (Günther, 1861)
43. Cochleoceps viridis Hutchins, 1991
44. Conidens laticephalus (Tanaka, 1909)
45. Conidens samoensis (Steindachner, 1906)
46. Creocele cardinalis (Ramsay, 1882)
47. Dellichthys morelandi Briggs, 1955
48. Derilissus altifrons Smith-Vaniz, 1971
49. Derilissus kremnobates Fraser, 1970
50. Derilissus nanus Briggs, 1969
51. Derilissus vittiger Fraser, 1970
52. Diademichthys lineatus (Sauvage, 1883)
53. Diplecogaster bimaculata bimaculata (Bonnaterre, 1788)
54. Diplecogaster bimaculata euxinica Murgoci, 1964
55. Diplecogaster bimaculata pectoralis Briggs, 1955
56. Diplecogaster ctenocrypta 	Briggs, 1955
57. Diplecogaster megalops Briggs, 1955
58. Diplocrepis puniceus (Richardson, 1846)
59. Discotrema crinophilum Briggs, 1976
60. Discotrema monogrammum Craig & Randall, 2008
61. Discotrema zonatum Craig & Randall, 2008
62. Eckloniaichthys scylliorhiniceps Smith, 1943
63. Gastrocyathus gracilis Briggs, 1955
64. Gastrocymba quadriradiata (Rendahl, 1926)
65. Gastroscyphus hectoris (Günther, 1876)
66. Gobiesox adustus Jordan & Gilbert, 1882
67. Gobiesox aethus (Briggs, 1951)
68. Gobiesox barbatulus Starks, 1913
69. Gobiesox canidens (Briggs, 1951)
70. Gobiesox crassicorpus (Briggs, 1951)
71. Gobiesox daedaleus 	Briggs, 1951
72. Gobiesox eugrammus 	Briggs, 1955
73. Gobiesox fluviatilis Briggs & Miller, 1960
74. Gobiesox fulvus Meek, 1907
75. Gobiesox juniperoserrai Espinosa Pérez & Castro-Aguirre, 1996
76. Gobiesox juradoensis Fowler, 1944
77. Gobiesox lucayanus 	Briggs, 1963
78. Gobiesox maeandricus (Girard, 1858)
79. Gobiesox marijeanae Briggs, 1960
80. Gobiesox marmoratus Jenyns, 1842
81. Gobiesox mexicanus 	Briggs & Miller, 1960
82. Gobiesox milleri Briggs, 1955
83. Gobiesox multitentaculus (Briggs, 1951)
84. Gobiesox nigripinnis (Peters, 1859)
85. Gobiesox papillifer Gilbert, 1890
86. Gobiesox pinniger Gilbert, 1890
87. Gobiesox potamius Briggs, 1955
88. Gobiesox punctulatus (Poey, 1876)
89. Gobiesox rhessodon Smith, 1881
90. Gobiesox schultzi Briggs, 1951
91. Gobiesox stenocephalus Briggs, 1955
92. Gobiesox strumosus Cope, 1870
93. Gobiesox woodsi (Schultz, 1944)
94. Gouania willdenowi (Risso, 1810)
95. Gymnoscyphus ascitus Böhlke & Robins, 1970
96. Haplocylix littoreus (Forster, 1801)
97. Kopua japonica Moore, Hutchins & Okamoto, 2012
98. Kopua kuiteri Hutchins, 1991
99. Kopua nuimata Hardy, 1984
100. Lecanogaster chrysea Briggs, 1957
101. Lepadichthys akiko Allen & Erdmann, 2012
102. Lepadichthys bolini Briggs, 1962
103. Lepadichthys caritus Briggs, 1969
104. Lepadichthys coccinotaenia 	Regan, 1921
105. Lepadichthys ctenion Briggs & Link, 1963
106. Lepadichthys erythraeus 	Briggs & Link, 1963
107. Lepadichthys frenatus Waite, 1904
108. Lepadichthys lineatus Briggs, 1966
109. Lepadichthys minor Briggs, 1955
110. Lepadichthys sandaracatus Whitley, 1943
111. Lepadichthys springeri Briggs, 2001
112. Lepadicyathus mendeleevi Prokofiev, 2005
113. Lepadogaster candolii Risso, 1810
114. Lepadogaster lepadogaster (Bonnaterre, 1788)
115. Lepadogaster purpurea (Bonnaterre, 1788)
116. Liobranchia stria Briggs, 1955
117. Lissonanchus lusheri Smith, 1966
118. Modicus minimus Hardy, 1983
119. Modicus tangaroa Hardy, 1983
120. Nettorhamphos radula
121. Opeatogenys cadenati Briggs, 1957
122. Opeatogenys gracilis (Canestrini, 1864)
123. Parvicrepis parvipinnis (Waite, 1906)
124. Pherallodichthys meshimaensis Shiogaki & Dotsu, 1983
125. Pherallodiscus funebris (Gilbert, 1890)
126. Pherallodiscus varius Briggs, 1955
127. Pherallodus indicus (Weber, 1913)
128. Pherallodus smithi Briggs, 1955
129. Posidonichthys hutchinsi Briggs, 1993
130. Propherallodus briggsi Shiogaki & Dotsu, 1983
131. Rimicola cabrilloi 	Briggs, 2002
132. Rimicola dimorpha Briggs, 1955
133. Rimicola eigenmanni (Gilbert, 1890)
134. Rimicola muscarum (Meek & Pierson, 1895)
135. Rimicola sila Briggs, 1955
136. Sicyases brevirostris (Guichenot, 1848)
137. Sicyases hildebrandi Schultz, 1944
138. Sicyases sanguineus Müller & Troschel, 1843
139. Tomicodon absitus Briggs, 1955
140. Tomicodon abuelorum Szelistowski, 1990
141. Tomicodon australis Briggs, 1955
142. Tomicodon bidens Briggs, 1969
143. Tomicodon boehlkei Briggs, 1955
144. Tomicodon briggsi Williams & Tyler, 2003
145. Tomicodon chilensis Brisout de Barneville, 1846
146. Tomicodon clarkei Williams & Tyler, 2003
147. Tomicodon cryptus 	Williams & Tyler, 2003
148. Tomicodon eos (Jordan & Gilbert, 1882)
149. Tomicodon fasciatus (Peters, 1859)
150. Tomicodon humeralis (Gilbert, 1890)
151. Tomicodon lavettsmithi Williams & Tyler, 2003
152. Tomicodon leurodiscus Williams & Tyler, 2003
153. Tomicodon myersi Briggs, 1955
154. Tomicodon petersii (Garman, 1875)
155. Tomicodon prodomus 	Briggs, 1969
156. Tomicodon reitzae 	Briggs, 2001
157. Tomicodon rhabdotus Smith-Vaniz, 1969
158. Tomicodon rupestris (Poey, 1860)
159. Tomicodon vermiculatus Briggs, 1955
160. Tomicodon zebra (Jordan & Gilbert, 1882)
161. Trachelochismus melobesia Phillipps, 1927
162. Trachelochismus pinnulatus 	(Forster, 1801)

Vidi i:
- Dodatak:Popis ribljih vrsta, Go: Porodica Gobiesocidae

## Vanjske poveznice
|  | Zajednički poslužitelj ima još gradiva o temi Gobiesociformes |